# 1886 год в истории железнодорожного транспорта
1886 год в истории железнодорожного транспорта

## События
- 8 июля — император Александр III устанавливает День железнодорожника в качестве национального праздника, в ознаменование дня рождения императора Николая I, который первым начал строительство железных дорог в России.
- В Турции проложена железнодорожные линии Хайдарапаша — Эскишехир — Анкара и Эскишехир — Конья.[1]
- В США построена монорельсовая дорога длиной 1600 метров.[1]
- На территории Анголы началось железнодорожное строительство.[1]
- На территории Мозамбика проложена первая железнодорожная линия Мапуту — Претория.[1]

## Персоны

### Родились
- Рогов, Алексей Гаврилович — участник революционного и профсоюзного движения. Нарком путей сообщения РСФСР (февраль — май 1918).